# Ptyssoptera acrozyga
Ptyssoptera acrozyga är en fjärilsart som beskrevs av Edward Meyrick 1893. Ptyssoptera acrozyga ingår i släktet Ptyssoptera och familjen Palaephatidae. Inga underarter finns listade i Catalogue of Life.